# Miranda Kerr
Miranda May Kerr (Gunnedah, 20 de Abril de 1983) é uma supermodelo australiana.
Segundo a revista Forbes, Miranda Kerr foi, em 2007, a décima modelo mais bem paga do mundo, com ganhos estimados em 3,5 milhões de dólares. Em 2008 e 2009 subiu para a nona posição, com 3 e 4 milhões de ganhos anuais, respectivamente.

## Carreira
Miranda Kerr nasceu na cidade de Gunnedah, uma vila rural do estado de Nova Gales do Sul, Austrália. Iniciou sua carreira de modelo após ganhar o concurso "Dolly/Impulse Modeling Competition" despertando assim a atenção da mídia.
Kerr foi a primeira modelo australiana a desfilar no "Victoria's Secret Fashion Show".
Em 2004, a carreira de Kerr iniciou-se com uma campanha publicitária feita pelo fotógrafo Erick Seban-Meyer para Ober Jeans Paris.
Em 2006 mudou-se de Sydney para New York.Durante a sua adolescência foi motivo de muita polêmica na imprensa australiana devido a preocupações éticas, pois efectuou trabalhos em que envergava pouco (e reduzido) vestuário. Mas continuou a se expandir e a partir do ano de 2008, alcançou fama internacional.[carece de fontes?]
Em 2013, Kerr vestiu o mesmo biquíni da Chanel, utilizado por Stella Tennant em 1996, para o lançamento de uma revista digital.

## Filmografia

Miranda em um desfile em 2013.

Kerr foi apresentada num vídeo da música de hip-hop Number One com as estrelas Kanye West e Pharrell Williams. Após seu grande sucesso com a Victoria's Secret, fez uma pequena aparição na série How I Met Your Mother

## Vida pessoal
Kerr pratica o budismo de Nitiren e ioga.
Em 2007, Kerr começou a namorar o ator Orlando Bloom. O casal anunciou que estavam noivos em 21 de Junho de 2010. Kerr casou-se no dia 22 de Julho em uma "cerimônia íntima".  Em 19 de Agosto de 2010, Miranda Kerr anunciou em sua página do Facebook que estava esperando um filho do ator, e em 6 de janeiro de 2011 nasceu Flynn Christopher Blanchard Copeland Bloom, o primeiro filho do casal. Miranda Kerr e Orlando Bloom anunciaram o fim de seu casamento de três anos em outubro de 2013.
Em 2015, Miranda começou a namorar o empresário co-fundador do Snapchat, Evan Spiegel. Em maio de 2017 os dois se casaram e no ano seguinte nasce o primeiro filho do casal Hart Spiegel, dez meses depois Miranda anuncia sua terceira gravidez e em Outubro de 2019 dá a luz a outro menino, Myles Spiegel. 